# Обернхајм-Кирхенарнбах
Обернхајм-Кирхенарнбах (њем. Obernheim-Kirchenarnbach) општина је у њемачкој савезној држави Рајна-Палатинат. Једно је од 84 општинска средишта округа Југозападни Палатинат. Према процјени из 2010. у општини је живјело 1.823 становника. Посједује регионалну шифру (AGS) 7340219.

## Географски и демографски подаци
Обернхајм-Кирхенарнбах се налази у савезној држави Рајна-Палатинат у округу Југозападни Палатинат. Општина се налази на надморској висини од 394 метра. Површина општине износи 8,6 km². У самом мјесту је, према процјени из 2010. године, живјело 1.823 становника. Просјечна густина становништва износи 211 становника/km².